# سياسة الفلبين
تُرسم سياسة الفلبين ضمن نظام حكومي بثلاث سلطات. وتُحكم الفلبين عبر نظام ديمقراطي يترأسه رئيس منتخب بشكل مباشر يشغل كلًا من منصبي رأس الدولة ورئيس الحكومة.  يترأس الرئيس السلطة التنفيذية ويمتلك صلاحيات سياسية واسعة. ولا يُسمح له بأكثر من ولاية واحدة في المنصب مدتها 6 سنوات. يتولى كونغرس الفلبين أحادي المجلس المهام التشريعية وهو يتألف من مجلس شيوخ صغير ينتخب بشكل عام في أنحاء البلاد، ومجلس نواب أكبر يتألف بشكل رئيسي من نواب منتخبين في أقاليم جغرافية محددة. تترأس المحكمة العليا في الفلبين السلطة القضائية، وهي هيئة تمتلك صلاحيات مراجعات قضائية واسعة لإجراءات تتخذها الهيئات الإدارية والسياسية الأخرى.
النظام القانوني مزيج من قانون عام وقانون مدني تأثر بالحكم السابق لكل من إسبانيا والولايات المتحدة الأمريكية. اعتمد الحكم الإسباني بصورة رئيسية على الوسطاء المحليين وأنشأوا نظامًا سيطرت عليه النخب. هزمت الولايات المتحدة ثورة اندلعت مع اقتراب نهاية الحكم الإسباني وعززت سلطتها فوق كامل الأرخبيل. أفضى الحكم الأمريكي إلى تطبيق النظام الديمقراطي والمؤسسات المصممة على غرار النظام السياسي الأمريكي. في أعقاب الاستقلال في عام ١٩٤٦، رُسمت السياسة الوطنية ضمن نظام حزبين. تعطل هذا مع تأسيس الأحكام العرفية في الفلبين. أفضت التغيرات التي أعقبت استعادة الديمقراطية إلى النظام الحالي متعدد الأحزاب. اندلعت تمردات يسارية متفاوتة القوة منذ الاستقلال وساهم تمرد إسلامي دام لفترة طويلة في تأسيس إقليم بانغسامورو الإسلامي المحكوم ذاتيًا مع تطبيق محدود لقانون الشريعة الإسلامية.
تجرى الانتخابات كل 3 سنوات على الرغم من أن الرئيس ونائب الرئيس وأعضاء الكونغرس ينتخبون لولاية مدتها 6 سنوات. تُحسم النتائج عبر تصويت متعدد يشمل انتخابًا كتليًا (كانتخابات أعضاء الكونغرس) مع عدة فائزين. يستخدم نظام تمثيل نسبي مختلط لانتخاب أقلية مجلس النواب. تمتلك الوحدات الحكومية المحلية بعض الصلاحيات التي تدر عائدات بموجب نظام قانوني يهدف إلى نزع مركزية السلطة من الحكومة الوطنية. تهدف البنى الإدارية على المستويات المحلية إلى تقوية مساهمة المجتمع المدني. تسيطر على السياسة نخب قوية مع سياسات سلالية شائعة على كلا المستويين المحلي والوطني. الأحزاب السياسية ضعيفة، إذ تسيطر على الانتخابات الشخصيات الأسرية والفردية. توفر المناصب السياسية فرصًا كبيرة للمحسوبية وتسود الزبونية والتزوير الانتخابي. ويعتبر الفساد متفشيًا بصورة كبيرة في حين أن مؤسسات الدولة ضعيفة نسبيًا. تأثرت السياسة بصورة كبيرة في بعض الأوقات بالكنيسة الكاثوليكية والجيش الفلبيني والولايات المتحدة الأمريكية. وعلى الرغم من التشاؤم حول تغيير سياسي محتمل، ما تزال الديمقراطية تحظى بدعم شعبي واسع ونسب الاقتراع عالية.

## السلطة التنفيذية
تفوَض السلطة التنفيذية إلى الرئيس، الذي يشغل كلًا من منصبي رأس الدولة ورئيس الحكومة. ينتخب الرئيس بشكل مباشر لولاية لمدة 6 سنوات عبر انتخابات بنظام الفوز للأكثر أصواتًا، ولا يمكنه الترشح لولاية ثانية نظرًا إلى أن القوانين تحد الرئيس بولاية واحدة. لكي يكون المواطن مؤهلًا لمنصب الرئاسة فيجب ألا يقل سنه عن 40 عامًا ويجب أن يكون مقيمًا في الفلبين خلال العقد الذي يسبق الانتخابات. بإمكان الرؤساء التشريع عبر مراسيم تنفيذية وإجراءات إدارية أخرى ويجب أن يوافق أو يمارس حق النقض حيال القرارات الآتية من الكونغرس.:254
ينتخب نائب الرئيس، الذي يحق له شغل المنصب لولايتين متتاليتين مدتهما 6 سنوات، بصورة منفصلة عن الرئيس. ويعني ذلك أنه يمكن للرئيس ونائب الرئيس أن يكونا من حزبين سياسيين مختلفين. وفي حين لا يمتلك نائب الرئيس صلاحيات دستورية بعيدًا عن دوره كرئيس بالنيابة حين لا يكون الرئيس قادرًا على القيام بمهامه، فقد يمنح الرئيس نائبه منصبًا في مجلس الوزراء. في حال وفاة الرئيس أو استقالته أو تعطيل ولايته، يصبح نائب الرئيس رئيسًا حتى انتهاء مدة الولاية. ويمكن أيضًا أن يشغل منصب رئيس بالوكالة في حال تعطيل ولاية الرئيس موقتًا. وفي التسلسل الرئاسي يأتي رئيس الكونغرس بعد نائب الرئيس والمتحدث باسم المجلس.
تمارس السلطة التنفيذية من خلال الوزراء الذي يعينون من قبل الرئيس. قد يمتلك الوزراء المعينون صلاحيات تنفيذية، تبقى جميع الصلاحيات والمسؤوليات بشكل أساسي مع الرئيس الذي بإمكانه نقض أي قرار يتخذه عضو في مجلس الوزراء. يضم مجلس الوزراء رؤساء الأقسام التنفيذية. الإجراءات التي يتخذها المسؤولون الإداريون والتنفيذيون يطبقها الرئيس كإجراء تنفيذي. قد لا يكون أعضاء مجلس الوزراء أعضاءً في الكونغرس. ويُحظر بشكل صريح على أقرباء الدرجة الأولى للرئيس شغل مناصب معينة.
يشغل الرئيس أيضًا منصب رئيس أركان القوات المسلحة الفلبينية ضامنًا بذلك السيادة المدنية على السيادة العسكرية. يمنح هذا اللقب الرئيس عدة صلاحيات عسكرية في أوقات الطوارئ والأزمات الوطنية، كالقدرة على تعطيل الأمر بالمثول أمام القضاء وإعلان الأحكام العرفية على الرغم من أن هذه الصلاحيات تنتهي بشكل تلقائي بعد مرور 60 يومًا ما لم تمدد من قبل الكونغرس، ويمكن مراجعتها من قبل المحكمة العليا. يقترح الرئيس أيضًا ميزانية وطنية قد يغيرها الكونغرس قبل تبنيها.:201
يمارس الرئيس صلاحيات سياسية واسعة، بما في ذلك تأثير قوي على الهيئات المفترض أن تكون مستقلة نظرًا إلى امتلاكه صلاحية التعيين. يسيطر الرئيس بشكل مباشر على صندوق إعانة نمو الفلبين إلى أن أعلنت المحكمة العليا أن هذه السيطرة غير دستورية في عام 2013. في أعقاب ذلك، أنشئ برنامج تسريع الإنفاق بهدف السماح للرئيس بإدارة التمويل على الرغم من أن بعض أجزاء هذا البرنامج كانت قد أعلنت أيضًا أنها غير دستورية. نفوذ كهذا يعني أن السلطة التشريعية لم تتجاوز في أي يوم الفيتو الرئاسي على الرغم من امتلاكها من الناحية النظرية الصلاحيات لفعل ذلك. تمتلك لجنة للتعيينات، مستقلة عن المجلس التشريعي وتتألف في الآن نفسه من أعضاء منه، صلاحية نقض التعيينات الرئاسية. وبالرغم من ذلك، تعني أحكام المحكمة أنه بإمكان الرئيس إعادة تسمية عضو بصورة متكررة عند الرفض، وأنه بإمكان ذلك العضو أن يطبق عمليًا دوره عبر كونه رسميًا في هيئة بالوكالة. تفاقم قوة الرئاسة المقترنة بمؤسسات دولة ضعيفة انتشار الفساد في البلاد.
بموجب دستور عام 1987، يمتلك مجلس النواب صلاحية عزل الرئيس عن طريق تصويت لثلث أعضائه ويبت الكونغرس في هذه المسألة. لا يمكن أن تحدث إجراءات العزل ضد عضو أكثر من مرة واحدة في السنة، وهو ما يمكن أن يساء تطبيقه عن طريق رفع دعاوى مع ادعاءات ضعيفة للعزل لتجنب دعاوى عزل أكثر قوة. كان الرئيس جوزيف إسترادا أول رأس آسيوي للدولة يحاكم بعد محاولة عزله على الرغم من أنه لم يخلع من قبل مجلس الشيوخ. لم يخلع أي رئيس مطلقًا عن طريق العزل.

## السلطة التشريعية
الكونغرس مجلس تشريعي أحادي المجلس. يتألف المجلس الأعلى، مجلس الشيوخ، من ٢٤ عضوًا. ينتخب هؤلاء عبر انتخاب كتلي مع اعتبار البلاد بأكملها مقاطعة واحدة. ينتخب أعضاء مجلس الشيوخ رئيسًا منهم لمجلس الشيوخ. تجري منافسة على نصف مقاعد مجلس الشيوخ، ولا يسمح لأعضائه بأكثر من ولايتين مدتهما 6 سنوات.
المجلس الأدنى هو مجلس النواب الذي يتألف حاليًا من 307 نواب ينتخب 20% منهم عبر نظام لائحة حزبية وينتخب البقية عن المقاطعات التشريعية. يجب أن تكون المقاطعات التشريعية متساوية تقريبًا من ناحية التعداد السكاني وتضمن كل مدينة لا يقل تعدادها السكاني عن 250 ألف نسمة نائبًا واحدًا على الأقل. يترأس مجلس النواب المتحدث باسم المجلس. وينتخب النواب كل 3 سنوات ولا يحق لهم الترشح لأكثر من 3 ولايات مدتها 3 سنوات.
يحتاج كل قانون موافقة كلا المجلسين حتى يمرر إلى الرئيس ليوقع عليه. في حال استخدام الرئيس لحق النقض ضد القانون، بإمكان الكونغرس إبطال الفيتو بغالبية الثلثين العظمى. وفي حال صوت أحد المجلسين ضد القانون أو فشل في تمريره دون تحديد موعد انعقاد جلسة أخرى، لا يسقط القانون ويقترح أمام الكونغرس القادم وتعاد العملية مرة أخرى. تتخذ قرارات الكونغرس معظم الأحيان بتصويت الأغلبية، ما عدا التصويت على التعديلات الدستورية ومسائل أخرى. يحوز كل مجلس سلطته الأساسية الخاصة به، مع منح مجلس الشيوخ صلاحية التصويت على المعاهدات في حين أن قوانين الضرائب أو الإنفاق الحكومي لا يمكن أن تُطرح سوى عبر مجلس النواب. يمنح الدستور الكونغرس صلاحيات عزل، إذ يمتلك مجلس النواب سلطة العزل ويمتلك مجلس الشيوخ صلاحية محاكمة المسؤول المعزول.
السلطة التي تملكها السلطة التشريعية على الإنفاق تشمل الإنفاق الحكومي الفردي. يعتبر هذا الإنفاق سبيلًا إلى المحسوبية وغالبًا ما يعتبر رمزًا للفساد. ويشار إليه بتعبير ازدرائي هو إنفاق «برميل الخنزير».